# Heráclito Fontoura Sobral Pinto
Heráclito Fontoura Sobral Pinto (Barbacena, 1893. november 5. – Rio de Janeiro, 1991. november 30.) brazil ügyvéd. Ismert volt emberi jogi törekvéseiről, a diktátor Getúlio Vargas ellen volt. Róla szól a Sobral – O Homem que Não Tinha Preço című film.